# 얼가니새
얼가니새(booby 부비[*])는 얼가니새속(학명: Sula)에 속하는 바다새의 총칭이다. 북양가마우지속(Morus) 새들은 이전에 얼가니새속에 속해 있었으며, 유전적으로 가깝다.

## 개요
얼가니새는 높은 곳에서 물 속으로 뛰어들어 물고기를 쫓아가 사냥을 하는 습성을 가진 새이다. 피부 아래의 얼굴 공기주머니가 수압을 완충해 준다. 섬이나 해안에서 콜로니를 짓고 번식한다. 보통 땅위나 가끔은 나무 둥지 위에 하나 이상의 파란색 알을 낳는다.
성질이 순해서 항해 중인 배에 잘 앉는 습성이 있으며, 선원들에게 쉽게 잡힌다. ‘부비’라는 이름은 스페인어의 ‘천치’라는 뜻의 속어 bubi에서 왔을 가능성이 있으며, ‘얼가니새’라는 한국어 이름도 그래서일 가능성이 크다.

## 종류
- 푸른발얼가니새 (S. nebouxii)
- 페루얼가니새 (S. variegata)
- 푸른얼굴얼가니새 (S. dactylatra)
- 나스카얼가니새 (S. granti)
- 붉은발얼가니새 (S. sula)
- 갈색얼가니새 (S. leucogaster)

## 갤러리

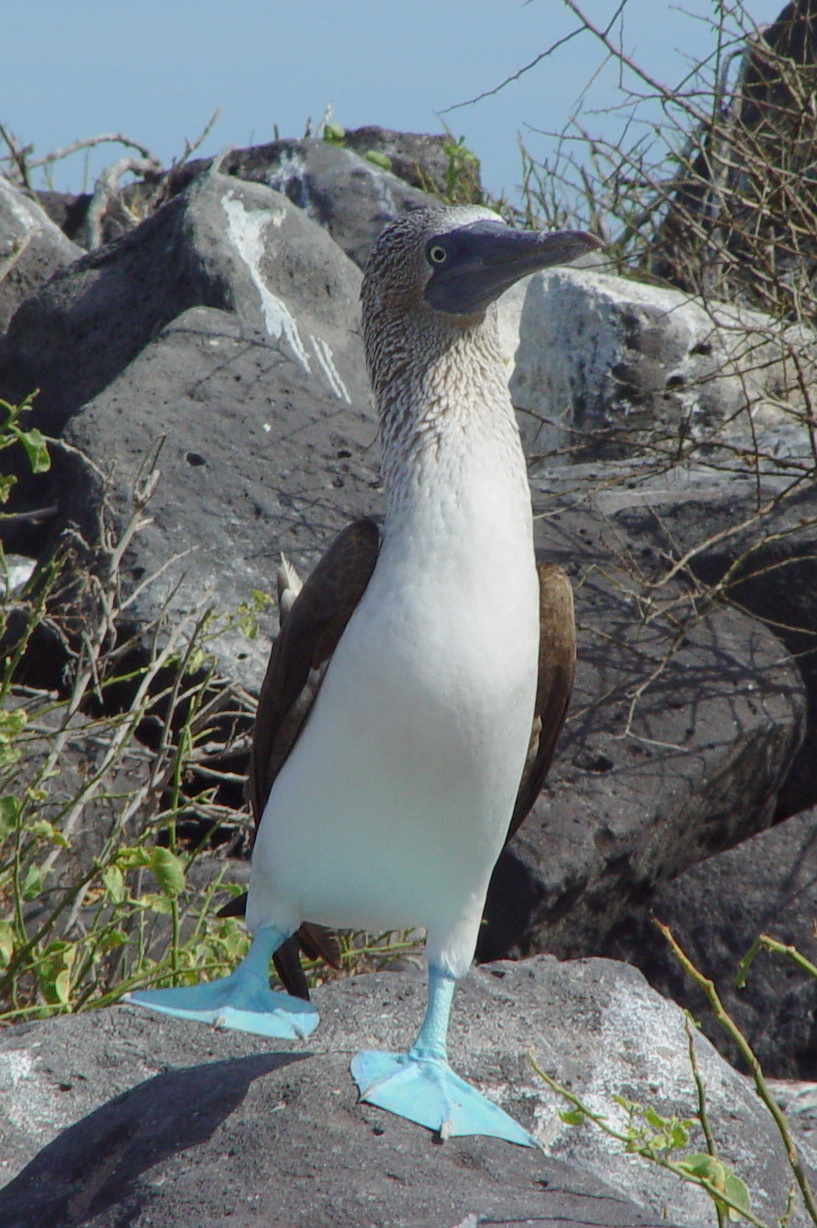
푸른발얼가니새
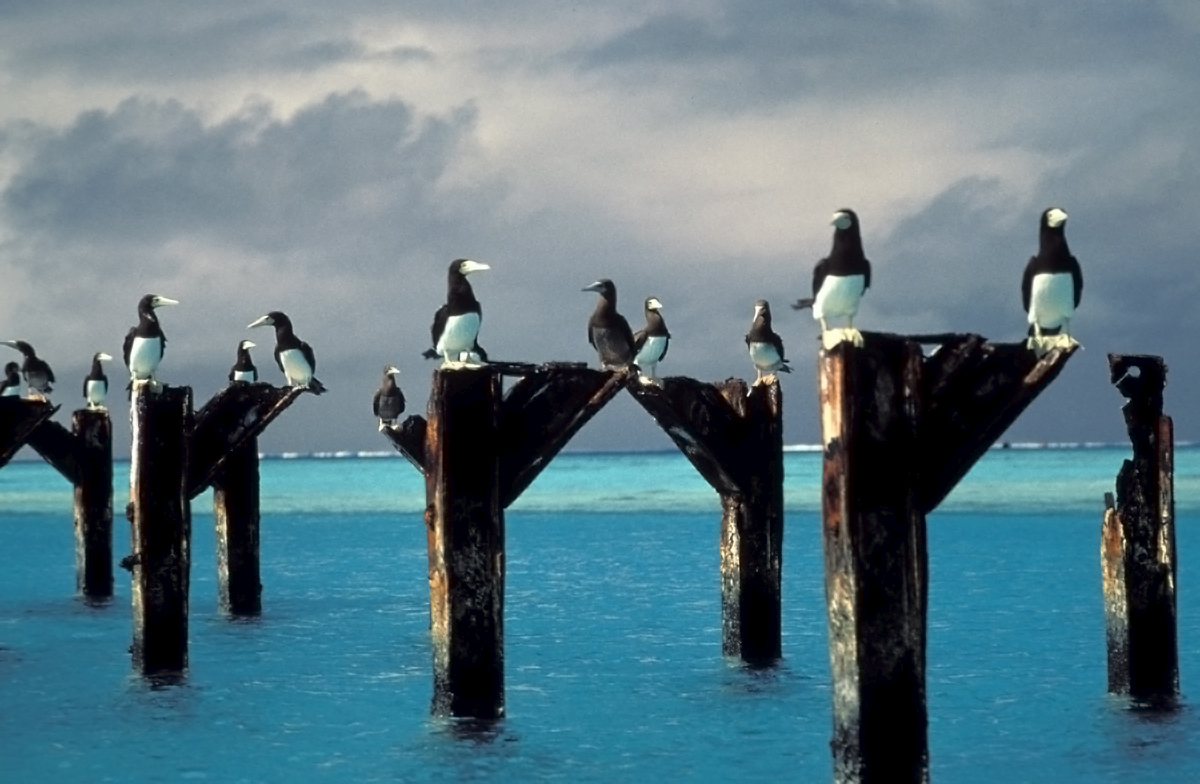
갈색얼가니새